# Ras al-Maara
Ras al-Maara (tiếng Ả Rập: رأس المعرة) là một ngôi làng Syria ở huyện Yabroud của tỉnh Rif Dimashq. Theo Cục Thống kê Trung ương Syria (CBS), Ras al-Maara có dân số 8,520 người trong cuộc điều tra dân số năm 2004.